# UCI World Tour 2017
Cet article concerne la compétition masculine. Pour la compétition féminine, voir UCI World Tour féminin 2017.
Navigation
Édition précédente Édition suivante
L'UCI World Tour 2017 est la septième édition de l'UCI World Tour, le successeur du ProTour et du calendrier mondial. Cette édition devait être la première saison à fonctionner avec les modifications apportées par la nouvelle réforme imposée par l'UCI. Finalement, seul le nombre d'épreuves est modifié par rapport aux années précédentes, puisqu'un total de 37 courses compose cette édition, soit 10 nouvelles épreuves.
Vainqueur en 2016, le champion du monde Peter Sagan n'a pas réussi à conserver son titre, remportant une seule épreuve, le Grand Prix cycliste de Québec en septembre. Il se classe au quatrième rang du classement individuel, à un point du troisième Tom Dumoulin. La victoire revient pour la première fois au coureur belge Greg Van Avermaet (BMC Racing) avec 3582 points. Van Avermaet a mené le classement la majorité de la saison, remportant quatre courses au total : trois sur le sol Belge Circuit Het Nieuwsblad, Grand Prix E3 et Gand-Wevelgem, ainsi que Paris-Roubaix en France. Van Avermaet termine avec 130 points d'avance sur Christopher Froome (Team Sky). Froome a remporté deux des trois Grands Tours de la saison 2017, remportant son quatrième Tour de France avant de gagner son premier Tour d'Espagne, réalisant ainsi le premier doublé Tour-Vuelta en 39 ans. Après sa victoire sur la Vuelta, il prend quelques heures la tête du classement avant que Van Avermaet le devance à nouveau grâce à une septième place au Grand Prix cycliste de Montréal.
Au classement par équipes, l'équipe Sky s'est imposée avec 12 806 points. Outre les victoires de Froome, l'équipe a compté sur des succès de Michał Kwiatkowski (Strade Bianche, Milan-San Remo et Clasica San Sebastian), Sergio Henao (Paris-Nice) et Elia Viviani (EuroEyes Cyclassics et Bretagne Classic). Elle devance de 154 points l'équipe Quick-Step, qui s'est imposée à 30 reprises sur les courses du World Tour (dont 16 étapes du Grand Tour) en 2017, avec notamment des victoires de Yves Lampaert (Dwars door Vlaanderen) et Philippe Gilbert (Tour des Flandres et Amstel Gold Race). Avec 10 961 points, BMC Racing prend la troisième place, principalement grâce aux performances de Van Avermaet, de Richie Porte (Tour Down Under et Tour de Romandie) et Dylan Teuns (Tour de Pologne).

## Contexte

### Réforme UCI
La réforme voulue par l'UCI remonte à 2013, lorsque l'organisation a publié un document décrivant un nouveau World Tour dont les modifications commenceront à être effective à partir de la saison 2015, pour être progressivement mis en œuvre d'ici 2020. Selon les plans, la nouvelle mouture supprimera le système existant à trois niveaux. Ainsi la séparation entre les WorldTeams, les équipes continentales professionnelles et les équipes continentales évoluera. Le projet prévoit un système à deux vitesses qui sera au-dessus de la troisième division composée des équipes continentales professionnelles et des équipes continentales. En fonction de son niveau, l'équipe aura des règles régissant sa division :
- 16 équipes au sein de la Division 1A avec 120 jours de course, contre 19 équipes et 154 jours de course en 2013[3].
- 8 équipes au sein de la Division 1B avec 50 jours de course[3].
- Les autres équipes dans la Division 3 qui ne pourront courir que sur les circuits continentaux (Europe Tour, America Tour, l'Asia Tour, l'Africa Tour et Oceania Tour).

Tous les résultats à travers les trois divisions seront compilées dans un système de classement individuel pour servir de base pour le classement par nations. Des changements seront également apportés au calendrier de la saison qui sera organisé de février à octobre avec des compétitions chaque week-end, mais aucun chevauchement d'épreuves. L'UCI prévoit également six semaines consécutives de classiques de printemps et des courses par étapes limitées à cinq ou six jours de course.
En mars 2014, l'UCI précise leur idée de réforme et ajoute que les compositions des divisions seront déterminées par un système de promotion et de relégation. En outre, l'UCI a révélé que la taille des équipes des deux premières divisions serait plafonné à 22 coureurs au maximum, avec l'objectif à long terme que chacune de ces 24 équipes aient également leurs propres équipes de développement constitués de 8 à 10 coureurs,.
| Système utilisé en 2016                | Système proposé                        |
| -------------------------------------- | -------------------------------------- |
| UCI WorldTeams                         | Division 1A                            |
| UCI WorldTeams                         | Division 1B                            |
| Équipes continentales professionnelles | Équipes continentales professionnelles |
| Équipes continentales                  | Équipes continentales                  |

Un élément essentiel de la réforme est d'aider à redistribuer la richesse générée par le sport pour les équipes, avec pour but de réduire le nombre d'équipes qui disparaissent à la fin de chaque saison. Ce qui est quelque chose dont les organisateurs de course ont historiquement été réticents à faire.
En novembre 2015, l'Association internationale des organisateurs de courses cyclistes (AIOCC) a rejeté la réforme (77 pour, 6 contre et 1 abstention).

### Velon
Le groupe d'activités Velon est un regroupement d'équipes cyclistes créée par 11 des plus grandes équipes cyclistes professionnelles qui cherchent à défendre leurs intérêts commerciaux ainsi qu'à développer de nouvelles sources de revenus. Les membres sont : Lotto NL-Jumbo, BMC Racing, Cannondale, Lampre-Merida, Lotto-Soudal, Etixx-Quick Step, Orica-GreenEDGE, Giant-Alpecin, Sky, Tinkoff-Saxo et Trek Factory Racing. En 2015, Amaury Sport Organisation (ASO) et Velon se sont affrontés sur le partage des droits télévisuels.

### ASO vs UCI
En décembre 2015, à la suite de l'annonce de l'UCI de vouloir imposer cette réforme, ASO décide de retirer toutes leurs épreuves de l'UCI World Tour 2017 et de les inscrire à l'UCI Europe Tour, à un niveau inférieur,,. ASO organise le Tour de France, Paris-Nice, Paris Roubaix, la Flèche Wallonne, Liège-Bastogne-Liège, le Critérium du Dauphiné et le Tour d'Espagne, ainsi que plusieurs épreuves de niveau inférieur. Inscrire ces événements en Hors Catégorie (.HC) permettra à ASO d'inviter plus d'équipes de leur choix (courses.HC permettent un maximum de 70 % des équipes WorldTour) tout en leur permettant de réduire la taille du peloton. Un autre point de discorde pour ASO est le «système fermé» proposé dans la nouvelle réforme. ASO soutient un système de relégation et de promotion et argumente que la délivrance des licences d'une durée de trois ans aux équipes signifie que les courses WorldTour seront en effet immobilisés pour cette période de temps. Christian Prudhomme, directeur du cyclisme chez ASO, a fait valoir que l'élargissement du WorldTour et l'augmentation du nombre de jours de course peut signifier que les meilleurs coureurs ne participeront plus à d'autres courses réputées qui n'ont plus la licence WorldTour (tels que le Tour du Trentin ou le Critérium International). ASO et d'autres organisateurs de course sont inquiets à propos de l'introduction de primes de présence pour les courses WorldTour, ce qui signifie que les courses seront en concurrence les unes avec les autres pour offrir le plus d'argent afin d'attirer les plus grands coureurs.
En réponse à la décision d'ASO de retirer ses épreuves du WorldTour, l'UCI a publié une déclaration disant qu'elle continuerait à défendre sa réforme,.
| Contre la réforme | Pour la réforme                                                                                               | Parties concernées |
| --- | --- | ------------------ |
| ASO • Historiquement soutenue par les meilleures équipes françaises : FDJ, AG2R La Mondiale, Cofidis, Fortuneo-Vital Concept et Direct Énergie • AIOCC • L'association internationale des coureurs (CPA) | UCI • Conseil du Cyclisme Professionnel • Comité Directeur de l'UCI, soutenue par les équipes du groupe Velon | RCS Sport          |

### Calendrier retenu
Le 23 juin 2016, l'UCI annonce avoir trouvé un accord sur les prochaines étapes de la réforme et sur le calendrier UCI WorldTour 2017. De ce fait, toutes les courses de l'UCI World Tour sont conservées, y compris les épreuves organisées par Amaury Sport Organisation (ASO). D'autres courses vont obtenir la licence World Tour pour une durée initiale de trois ans, avec des règles de participations différentes. Les WorldTeams auront une licence pour deux ans (2017 et 2018). Le nombre d'équipes est fixé à 17 en 2017, avec l'objectif de passer à 16 en 2018.
Le 2 août 2016, l'UCI dévoile les 10 nouvelles épreuves qui intègrent le calendrier World Tour pour trois ans, portant à 37 le nombre total d'épreuves. Les nouvelles épreuves sont : la Cadel Evans Great Ocean Road Race, le Tour du Qatar, le Tour d'Abou Dabi, le Circuit Het Nieuwsblad, À travers les Flandres, les Strade Bianche, le Tour de Turquie, le Tour de Californie, le Grand Prix de Francfort et la RideLondon-Surrey Classic.
Cependant, l'augmentation du nombre d'épreuves signifie également la superposition de courses le même jour. Les WorldTeams devront faire courir jusqu'à trois équipes en même temps sur les courses WorldTour, ce qui va pénaliser les épreuves de classes inférieures. Selon Marc Madiot, le président de la Ligue nationale et manager de l'équipe FDJ, cela peut conduire à long terme à la disparition des courses des calendriers nationaux. Le 8 novembre 2016, la Ligue nationale de cyclisme annonce avoir entamé des procédures à l'encontre de l'UCI, pour préserver l'« intérêt du cyclisme français [...] et international ». Le 9 novembre 2016, les médias annoncent l'ajout d'une 38e course au calendrier World Tour, le Tour du Guangxi en Chine. Le même jour, l'UCI annonce finalement que pour les saisons 2017 et 2018, un maximum de 18 licences d'équipes World Tour peuvent être délivrées (au lieu d'un maximum voulu de 17 en 2017 et 16 en 2018). D'autres changements sont annoncés, comme la modification du barème du classement World Tour qui utilise dorénavant le même barème que le classement mondial UCI, ainsi que la participation basée sur le volontariat pour les nouvelles courses World Tour.
Le 28 décembre 2016, les organisateurs du Tour du Qatar (et du Tour du Qatar féminin) annoncent que l'épreuve n'est pas maintenue cette année, faute de sponsors. Le calendrier World Tour perd donc une épreuve et retrouve un total de 37 courses. Le 15 février 2017, l'UCI annonce que le Tour de Turquie, initialement prévu du 18 au 23 avril, est reporté à une date inconnue (mais une précédente demande de report en octobre ou novembre avait été refusée par l'UCI), pour des raisons calendaires (l'épreuve devait se dérouler pendant les classiques ardennaises et deux jours avant le Tour de Romandie) et sécuritaires (la Turquie a subi plusieurs attentats en 2016).

## Barème
Tous les événements de l'UCI World Tour 2016 sont de nouveau présents pour cette édition. 10 nouvelles épreuves sont ajoutées au calendrier. Elles sont toutes en catégorie 5. Le Tour du Qatar qui devait faire partie de l'UCI World Tour est annulé en décembre 2016 pour cause de problèmes financiers. Le Tour de Turquie initialement prévu en avril est reporté à octobre.
Par ailleurs, 60 coureurs marquent des points à chaque course (contre 10 auparavant pour toutes les courses, sauf pour les Grand Tours où 20 coureurs en marquaient). Le classement par nations est abandonné, tandis que le classement par équipes se calcule en prenant en compte les points de tous les coureurs. Les points du championnat du monde du contre-la-montre par équipes de marques sont attribués à l'équipe.
Le barème des points du classement World Tour est différent selon les épreuves :
| Classement général  | 1er  | 2e  | 3e  | 4e  | 5e  | 6e  | 7e  | 8e  | 9e  | 10e | 11e | 12e | 13e | 14e | 15e | 16e | 17e | 18e | 19e | 20e | 21e à 25e | 26e à 30e | 31e à 40e | 41e à 50e | 51e à 55e | 56e à 60e |
| ------------------- | ---- | --- | --- | --- | --- | --- | --- | --- | --- | --- | --- | --- | --- | --- | --- | --- | --- | --- | --- | --- | --------- | --------- | --------- | --------- | --------- | --------- |
| Épreuve catégorie 1 | 1000 | 800 | 675 | 575 | 475 | 400 | 325 | 275 | 225 | 175 | 150 | 125 | 105 | 85  | 75  | 70  | 65  | 60  | 55  | 50  | 40        | 30        | 25        | 20        | 15        | 10        |
| Épreuve catégorie 2 | 850  | 680 | 575 | 460 | 380 | 320 | 260 | 220 | 180 | 140 | 120 | 100 | 84  | 68  | 60  | 56  | 52  | 48  | 44  | 40  | 32        | 24        | 20        | 16        | 12        | 8         |
| Épreuve catégorie 3 | 500  | 400 | 325 | 275 | 225 | 175 | 150 | 125 | 100 | 85  | 70  | 60  | 50  | 40  | 35  | 30  | 30  | 30  | 30  | 30  | 20        | 20        | 10        | 10        | 5         | 3         |
| Épreuve catégorie 4 | 400  | 320 | 260 | 220 | 180 | 140 | 120 | 100 | 80  | 68  | 56  | 48  | 40  | 32  | 28  | 24  | 24  | 24  | 24  | 24  | 16        | 16        | 8         | 8         | 4         | 2         |
| Épreuve catégorie 5 | 300  | 250 | 215 | 175 | 120 | 115 | 95  | 75  | 60  | 50  | 40  | 35  | 30  | 25  | 20  | 20  | 20  | 20  | 20  | 20  | 12        | 12        | 5         | 5         | 2         | 1         |

| Classement d'étape  | 1er | 2e | 3e | 4e | 5e |
| ------------------- | --- | -- | -- | -- | -- |
| Épreuve catégorie 1 | 120 | 50 | 25 | 15 | 5  |
| Épreuve catégorie 2 | 100 | 40 | 20 | 12 | 4  |
| Épreuve catégorie 3 | 60  | 25 | 10 |    |    |
| Épreuve catégorie 4 | 50  | 20 | 8  |    |    |
| Épreuve catégorie 5 | 40  | 15 | 6  |    |    |

| Classement final                | 1er | 2e | 3e |
| ------------------------------- | --- | -- | -- |
| Tour de France                  | 120 | 50 | 25 |
| Tour d'Italie et Tour d'Espagne | 100 | 40 | 20 |

| Classement d'étape  | 1er |
| ------------------- | --- |
| Épreuve catégorie 1 | 25  |
| Épreuve catégorie 2 | 20  |
| Épreuve catégorie 3 | 10  |
| Épreuve catégorie 4 | 8   |
| Épreuve catégorie 5 | 6   |

| Classement final | 1er | 2e  | 3e  | 4e  | 5e  | 6e  | 7e  | 8e  | 9e  | 10e | 11e | 12e | 13e à 15e | 16e à 20e | 21e à 25e |
| ---------------- | --- | --- | --- | --- | --- | --- | --- | --- | --- | --- | --- | --- | --------- | --------- | --------- |
| Points           | 500 | 400 | 325 | 275 | 225 | 175 | 150 | 125 | 100 | 85  | 70  | 60  | 50        | 30        | 25        |

Épreuve de catégorie 1 : Tour de France.

Épreuves de catégorie 2 : Tour d'Italie et Tour d'Espagne.

Épreuves de catégorie 3 : Tour Down Under, Paris-Nice, Tirreno-Adriatico, Milan-San Remo, Gand-Wevelgem, Tour des Flandres, Paris-Roubaix, Amstel Gold Race, Liège-Bastogne-Liège, Tour de Romandie, Critérium du Dauphiné, Tour de Suisse, Grand Prix cycliste de Québec et Grand Prix cycliste de Montréal et Tour de Lombardie.

Épreuve de catégorie 4 : Grand Prix E3, Tour de Catalogne, Tour du Pays basque, Flèche wallonne, Classique de Saint-Sébastien, Tour de Pologne, BinckBank Tour, EuroEyes Cyclassics, Bretagne Classic.

Épreuve de catégorie 5 : Cadel Evans Great Ocean Road Race, Circuit Het Nieuwsblad, Tour d'Abou Dabi, Strade Bianche, À travers les Flandres, Grand Prix de Francfort, Tour de Californie, RideLondon-Surrey Classic, Tour du Guangxi et Tour de Turquie.

## Équipes
| Code | Équipe                   | Pays                | Groupe        | Vélos sur route                                                       | Vélo contre-la-montre  | Roues         |
| ---- | ------------------------ | ------------------- | ------------- | --------------------------------------------------------------------- | ---------------------- | ------------- |
| ALM  | AG2R La Mondiale (2017)  | France              | Shimano       | Factor Bikes 02 Factor Bikes ONE Factor Bikes ONE–S                   | Factor Bikes Slick     | Mavic         |
| AST  | Astana (2017)            | Kazakhstan          | Shimano / FSA | Argon 18 Gallium Pro Argon 18 Nitrogen Pro                            | E-118 Next             | Vision Wheels |
| TBM  | Bahrain-Merida (2017)    | Bahreïn             | Shimano       | Merida Scultura Merida Reacto                                         | Merida Warp            | Fulcrum       |
| BMC  | BMC Racing (2017)        | États-Unis          | Shimano       | BMC Teammachine SLR01 BMC Timemachine TMR01 BMC Granfondo GF01        | BMC TimeMachine TM01   | Shimano       |
| BOH  | Bora-Hansgrohe (2017)    | Allemagne           | inconnu       | Specialized Venge S-Works Tarmac Specialized Roubaix                  | Specialized Shiv       | Roval         |
| CDT  | Cannondale-Drapac (2017) | États-Unis          | Shimano       | Cannondale SuperSix EVO Cannondale Synapse                            | Cannondale Slice       | Mavic         |
| DDD  | Dimension Data (2017)    | Afrique du Sud      | Shimano/Rotor | Cervélo S5 Cervélo R5 Cervélo C5                                      | Cervélo P5             | Enve          |
| FDJ  | FDJ (2017)               | France              | Shimano       | Lapierre Xelius SL Lapierre AircodeSL Lapierre Pulsium                | Lapierre Aerostorm DRS | Shimano       |
| KAT  | Katusha-Alpecin (2017)   | Suisse              | SRAM          | Canyon Ultimate CF SLX Canyon Aeroad CF SLX Canyon Endurance CF SL    | Canyon Speedmax CF     | Zipp          |
| TLJ  | Lotto NL-Jumbo (2017)    | Pays-Bas            | Shimano       | Bianchi OltreXR2 Bianchi Specialissima Bianchi Infinito CV            | Bianchi Aquila CV      | Shimano       |
| LTS  | Lotto-Soudal (2017)      | Belgique            | Campagnolo    | Ridley Helium SLX Ridley pas faitah SL Ridley Fenix SL                | Ridley Dean Fast       | Campagnolo    |
| MOV  | Movistar (2017)          | Espagne             | Campagnolo    | Canyon Ultimate CF SLX Canyon Aeroad CF SLX                           | Canyon Speedmax CF     | Campagnolo    |
| ORS  | Orica-Scott (2017)       | Australie           | Shimano       | Scott Foil Scott Addict                                               | Scott Plasma           | Shimano       |
| QST  | Quick-Step Floors (2017) | Belgique            | Shimano FSA   | Specialized Venge S-Works Tarmac Specialized Roubaix                  | Specialized Shiv       | Roval HED     |
| SKY  | Sky (2017)               | Grande-Bretagne     | Shimano       | Pinarello Dogma F8 Pinarello Dogma K8-S                               | Pinarello Bolide       | Shimano       |
| SUN  | Sunweb (2017)            | Allemagne           | Shimano       | Giant TCR Advanced SL Giant Propel Advanced SL Giant Defy Advanced SL | Giant Trinity          | Shimano       |
| TFS  | Trek-Segafredo (2017)    | États-Unis          | Shimano       | Trek Emonda Trek Madone Trek Domane                                   | Trek SpeedConcept      | Bontrager     |
| UAD  | UAE Abu Dhabi (2017)     | Émirats arabes unis | Campagnolo    | Colnago C60 Colnago Concept Colnago V1-R                              | Colnago K-Zero         | Campagnolo    |

## Participations des équipes et wild cards
Les dix-huit équipes World Tour (ou WorldTeams) sont automatiquement invitées aux 37 courses composant le calendrier. Néanmoins, elles ne sont pas dans l'obligation de participer aux 10 nouvelles épreuves ajoutées lors de cette édition. Par contre, leur présence sur les 27 autres courses reste obligatoire. En plus des équipes World Tour, les organisateurs peuvent distribuer des invitations aux équipes continentales professionnelles. Pour sélectionner les équipes, plusieurs critères peuvent rentrer en compte : par exemple les bons résultats globaux de l'équipe, la nationalité de l'équipe ou la présence d'un ou plusieurs coureurs ayant confirmé leur présence sur la course en cas d'invitation. De plus, selon certaines conditions, des équipes continentales et une sélection nationale du pays où a lieu l'épreuve, peuvent également être conviées.
| Équipes                | TDU | GOR | ABD | HET | STR | P-N | T-A | MSR | CAT | DdV | E3 | G-W | FLA | BAS | P-R | AGR | F-W | LBL | ROM | GPF | CAL | ITA | DAU | SUI | FRA | CSS | LON | POL | BBT | ESP | EUR | BRE | QUE | MON | LOM | GUA | TUR | Total |
| ---------------------- | --- | --- | --- | --- | --- | --- | --- | --- | --- | --- | -- | --- | --- | --- | --- | --- | --- | --- | --- | --- | --- | --- | --- | --- | --- | --- | --- | --- | --- | --- | --- | --- | --- | --- | --- | --- | --- | ----- |
| Dimension Data         | ✔️  | ✔️  | ✔️  | ❌  | ✔️  | ✔️  | ✔️  | ✔️  | ✔️  | ❌  | ✔️ | ✔️  | ✔️  | ✔️  | ✔️  | ✔️  | ✔️  | ✔️  | ✔️  | ❌  | ✔️  | ✔️  | ✔️  | ✔️  | ✔️  | ✔️  | ✔️  | ✔️  | ✔️  | ✔️  | ✔️  | ✔️  | ✔️  | ✔️  | ✔️  | ✔️  | ❌  | 33    |
| Bora-Hansgrohe         | ✔️  | ✔️  | ✔️  | ✔️  | ✔️  | ✔️  | ✔️  | ✔️  | ✔️  | ✔️  | ✔️ | ✔️  | ✔️  | ✔️  | ✔️  | ✔️  | ✔️  | ✔️  | ✔️  | ✔️  | ✔️  | ✔️  | ✔️  | ✔️  | ✔️  | ✔️  | ✔️  | ✔️  | ✔️  | ✔️  | ✔️  | ✔️  | ✔️  | ✔️  | ✔️  | ✔️  | ✔️  | 37    |
| Sunweb                 | ✔️  | ✔️  | ✔️  | ✔️  | ✔️  | ✔️  | ✔️  | ✔️  | ✔️  | ✔️  | ✔️ | ✔️  | ✔️  | ✔️  | ✔️  | ✔️  | ✔️  | ✔️  | ✔️  | ✔️  | ✔️  | ✔️  | ✔️  | ✔️  | ✔️  | ✔️  | ✔️  | ✔️  | ✔️  | ✔️  | ✔️  | ✔️  | ✔️  | ✔️  | ✔️  | ✔️  | ❌  | 36    |
| Orica-Scott            | ✔️  | ✔️  | ✔️  | ✔️  | ✔️  | ✔️  | ✔️  | ✔️  | ✔️  | ✔️  | ✔️ | ✔️  | ✔️  | ✔️  | ✔️  | ✔️  | ✔️  | ✔️  | ✔️  | ❌  | ❌  | ✔️  | ✔️  | ✔️  | ✔️  | ✔️  | ✔️  | ✔️  | ✔️  | ✔️  | ✔️  | ✔️  | ✔️  | ✔️  | ✔️  | ✔️  | ❌  | 34    |
| Sélection australienne | ✔️  | ✔️  |     |     |     |     |     |     |     |     |    |     |     |     |     |     |     |     |     |     |     |     |     |     |     |     |     |     |     |     |     |     |     |     |     |     |     | 2     |
| Bahrein-Merida         | ✔️  | ❌  | ✔️  | ✔️  | ✔️  | ✔️  | ✔️  | ✔️  | ✔️  | ✔️  | ✔️ | ✔️  | ✔️  | ✔️  | ✔️  | ✔️  | ✔️  | ✔️  | ✔️  | ❌  | ❌  | ✔️  | ✔️  | ✔️  | ✔️  | ✔️  | ❌  | ✔️  | ✔️  | ✔️  | ✔️  | ✔️  | ✔️  | ✔️  | ✔️  | ✔️  | ❌  | 32    |
| Lotto Soudal           | ✔️  | ✔️  | ✔️  | ✔️  | ✔️  | ✔️  | ✔️  | ✔️  | ✔️  | ✔️  | ✔️ | ✔️  | ✔️  | ✔️  | ✔️  | ✔️  | ✔️  | ✔️  | ✔️  | ✔️  | ❌  | ✔️  | ✔️  | ✔️  | ✔️  | ✔️  | ✔️  | ✔️  | ✔️  | ✔️  | ✔️  | ✔️  | ✔️  | ✔️  | ✔️  | ✔️  | ❌  | 35    |
| Quick-Step Floors      | ✔️  | ✔️  | ✔️  | ✔️  | ✔️  | ✔️  | ✔️  | ✔️  | ✔️  | ✔️  | ✔️ | ✔️  | ✔️  | ✔️  | ✔️  | ✔️  | ✔️  | ✔️  | ✔️  | ✔️  | ✔️  | ✔️  | ✔️  | ✔️  | ✔️  | ✔️  | ✔️  | ✔️  | ✔️  | ✔️  | ✔️  | ✔️  | ✔️  | ✔️  | ✔️  | ✔️  | ❌  | 36    |
| Sport Vlaanderen-Bal.  |     |     |     | ✔️  |     |     |     |     |     | ✔️  | ✔️ | ✔️  | ✔️  |     | ✔️  | ✔️  | ✔️  | ✔️  |     | ✔️  |     |     |     |     |     |     | ✔️  |     | ✔️  |     |     |     |     |     |     |     |     | 12    |
| Verandas Willems       |     |     |     |     |     |     |     |     |     |     | ✔️ | ✔️  | ✔️  |     |     |     |     |     |     | ✔️  |     |     |     |     |     |     |     |     | ✔️  |     |     |     |     |     |     |     |     | 5     |
| WB-Veranclassic        |     |     |     | ✔️  |     |     |     |     |     |     | ✔️ | ✔️  |     |     |     |     | ✔️  | ✔️  |     | ✔️  |     |     |     |     |     |     |     |     |     |     |     |     |     |     |     |     | ✔️  | 7     |
| Wanty-Groupe Gobert    |     |     |     | ✔️  |     |     |     |     | ✔️  | ✔️  | ✔️ | ✔️  | ✔️  |     | ✔️  | ✔️  | ✔️  | ✔️  |     | ✔️  |     |     | ✔️  |     | ✔️  |     | ✔️  |     | ✔️  |     |     | ✔️  |     |     |     |     |     | 16    |
| Soul Brasil            |     |     |     |     |     |     |     |     | ✔️  |     |    |     |     |     |     |     |     |     |     |     |     |     |     |     |     |     |     |     |     |     |     |     |     |     |     |     | ✔️  | 2     |
| Manzana Postobón       |     |     |     |     |     |     |     |     | ✔️  |     |    |     |     |     |     |     |     |     |     |     |     |     |     |     |     |     |     |     |     | ✔️  |     |     |     |     |     |     |     | 2     |
| UAE Emirates           | ✔️  | ❌  | ✔️  | ❌  | ✔️  | ✔️  | ✔️  | ✔️  | ✔️  | ✔️  | ✔️ | ✔️  | ✔️  | ✔️  | ✔️  | ✔️  | ✔️  | ✔️  | ✔️  | ✔️  | ✔️  | ✔️  | ✔️  | ✔️  | ✔️  | ✔️  | ✔️  | ✔️  | ✔️  | ✔️  | ✔️  | ✔️  | ✔️  | ✔️  | ✔️  | ✔️  | ✔️  | 35    |
| Caja Rural-Seguros     |     |     |     |     |     |     |     |     | ✔️  |     |    |     |     | ✔️  |     |     |     |     |     |     |     |     |     |     |     | ✔️  | ✔️  |     |     | ✔️  |     |     |     |     |     | ✔️  | ✔️  | 7     |
| Movistar               | ✔️  | ❌  | ✔️  | ❌  | ✔️  | ✔️  | ✔️  | ✔️  | ✔️  | ✔️  | ✔️ | ✔️  | ✔️  | ✔️  | ✔️  | ✔️  | ✔️  | ✔️  | ✔️  | ❌  | ❌  | ✔️  | ✔️  | ✔️  | ✔️  | ✔️  | ❌  | ✔️  | ✔️  | ✔️  | ✔️  | ✔️  | ✔️  | ✔️  | ✔️  | ✔️  | ❌  | 31    |
| BMC Racing             | ✔️  | ✔️  | ✔️  | ✔️  | ✔️  | ✔️  | ✔️  | ✔️  | ✔️  | ✔️  | ✔️ | ✔️  | ✔️  | ✔️  | ✔️  | ✔️  | ✔️  | ✔️  | ✔️  | ✔️  | ✔️  | ✔️  | ✔️  | ✔️  | ✔️  | ✔️  | ✔️  | ✔️  | ✔️  | ✔️  | ✔️  | ✔️  | ✔️  | ✔️  | ✔️  | ✔️  | ❌  | 36    |
| Cannondale-Drapac      | ✔️  | ✔️  | ❌  | ✔️  | ✔️  | ✔️  | ✔️  | ✔️  | ✔️  | ✔️  | ✔️ | ✔️  | ✔️  | ✔️  | ✔️  | ✔️  | ✔️  | ✔️  | ✔️  | ✔️  | ✔️  | ✔️  | ✔️  | ✔️  | ✔️  | ✔️  | ✔️  | ✔️  | ✔️  | ✔️  | ✔️  | ✔️  | ✔️  | ✔️  | ✔️  | ✔️  | ❌  | 35    |
| Jelly Belly-Maxxis     |     |     |     |     |     |     |     |     |     |     |    |     |     |     |     |     |     |     |     |     | ✔️  |     |     |     |     |     |     |     |     |     |     |     |     |     |     |     |     | 1     |
| Novo Nordisk           |     |     | ✔️  |     |     |     | ✔️  | ✔️  |     |     |    |     |     |     |     |     |     |     |     |     | ✔️  |     |     |     |     |     |     | ✔️  |     |     |     |     |     |     |     |     |     | 5     |
| Rally                  |     |     |     |     |     |     |     |     |     |     |    |     |     |     |     |     |     |     |     |     | ✔️  |     |     |     |     |     |     |     |     |     |     |     |     |     |     |     |     | 1     |
| Trek-Segafredo         | ✔️  | ✔️  | ✔️  | ✔️  | ✔️  | ✔️  | ✔️  | ✔️  | ✔️  | ✔️  | ✔️ | ✔️  | ✔️  | ✔️  | ✔️  | ✔️  | ✔️  | ✔️  | ✔️  | ✔️  | ✔️  | ✔️  | ✔️  | ✔️  | ✔️  | ✔️  | ✔️  | ✔️  | ✔️  | ✔️  | ✔️  | ✔️  | ✔️  | ✔️  | ✔️  | ✔️  | ✔️  | 37    |
| UnitedHealthcare       |     | ✔️  |     |     |     |     |     |     |     |     |    |     |     |     |     |     |     |     |     |     | ✔️  |     |     |     |     |     |     |     |     |     |     |     |     |     |     |     |     | 2     |
| AG2R La Mondiale       | ✔️  | ✔️  | ✔️  | ✔️  | ✔️  | ✔️  | ✔️  | ✔️  | ✔️  | ✔️  | ✔️ | ✔️  | ✔️  | ✔️  | ✔️  | ✔️  | ✔️  | ✔️  | ✔️  | ✔️  | ❌  | ✔️  | ✔️  | ✔️  | ✔️  | ✔️  | ❌  | ✔️  | ✔️  | ✔️  | ✔️  | ✔️  | ✔️  | ✔️  | ✔️  | ❌  | ❌  | 33    |
| Cofidis                |     |     |     |     |     | ✔️  |     | ✔️  | ✔️  | ✔️  |    | ✔️  | ✔️  | ✔️  | ✔️  |     | ✔️  | ✔️  |     |     | ✔️  |     | ✔️  |     | ✔️  | ✔️  |     |     |     | ✔️  | ✔️  | ✔️  |     |     | ✔️  |     |     | 18    |
| Delko-Marseille        |     |     |     |     |     | ✔️  |     |     |     |     |    |     |     |     | ✔️  |     |     |     |     |     |     |     | ✔️  |     |     |     |     |     |     |     |     | ✔️  |     |     |     |     |     | 4     |
| Direct Énergie         |     |     |     | ✔️  |     | ✔️  |     |     |     | ✔️  | ✔️ |     | ✔️  |     | ✔️  | ✔️  | ✔️  | ✔️  |     |     |     |     | ✔️  | ✔️  | ✔️  |     |     |     |     |     |     | ✔️  |     |     | ✔️  |     |     | 14    |
| FDJ                    | ✔️  | ❌  | ❌  | ✔️  | ✔️  | ✔️  | ✔️  | ✔️  | ✔️  | ✔️  | ✔️ | ✔️  | ✔️  | ✔️  | ✔️  | ✔️  | ✔️  | ✔️  | ✔️  | ❌  | ❌  | ✔️  | ✔️  | ✔️  | ✔️  | ✔️  | ❌  | ✔️  | ✔️  | ✔️  | ✔️  | ✔️  | ✔️  | ✔️  | ✔️  | ❌  | ❌  | 30    |
| Fortuneo-Vital Concept |     |     |     | ✔️  |     | ✔️  |     |     |     |     |    |     |     |     | ✔️  |     | ✔️  |     |     |     |     |     |     |     | ✔️  |     |     |     |     |     |     | ✔️  |     |     |     |     |     | 6     |
| Sky                    | ✔️  | ✔️  | ✔️  | ✔️  | ✔️  | ✔️  | ✔️  | ✔️  | ✔️  | ❌  | ✔️ | ✔️  | ✔️  | ✔️  | ✔️  | ✔️  | ✔️  | ✔️  | ✔️  | ❌  | ✔️  | ✔️  | ✔️  | ✔️  | ✔️  | ✔️  | ✔️  | ✔️  | ✔️  | ✔️  | ✔️  | ✔️  | ✔️  | ✔️  | ✔️  | ✔️  | ❌  | 34    |
| Aqua Blue Sport        |     | ✔️  |     |     |     |     |     |     |     |     |    |     |     |     |     |     | ✔️  | ✔️  |     | ✔️  |     |     |     | ✔️  |     |     | ✔️  |     |     | ✔️  |     |     |     |     |     |     |     | 7     |
| Israel Cycling Academy |     |     |     |     |     |     |     |     |     |     |    | ✔️  |     |     |     |     |     |     |     |     |     |     |     |     |     |     | ✔️  |     |     |     |     |     | ✔️  | ✔️  |     |     |     | 4     |
| Androni Giocattoli     |     |     |     |     | ✔️  |     | ✔️  | ✔️  |     |     |    |     |     |     |     |     |     |     |     |     |     |     |     |     |     |     | ✔️  |     |     |     |     |     |     |     | ✔️  |     | ✔️  | 6     |
| Bardiani CSF           |     |     | ✔️  |     | ✔️  |     | ✔️  | ✔️  |     |     |    |     |     |     |     | ✔️  |     |     |     |     |     | ✔️  |     |     |     |     |     |     |     |     |     | ✔️  |     |     | ✔️  |     | ✔️  | 9     |
| Nippo-Vini Fantini     |     |     | ✔️  |     | ✔️  |     | ✔️  | ✔️  |     |     |    |     |     |     |     |     |     |     |     |     |     |     |     |     |     |     |     |     |     |     |     |     |     |     | ✔️  | ✔️  |     | 6     |
| Wilier Triestina-S.I.  |     |     |     |     |     |     |     | ✔️  |     |     |    |     | ✔️  |     |     |     |     |     |     |     |     | ✔️  |     |     |     |     | ✔️  |     |     |     |     | ✔️  |     |     | ✔️  |     | ✔️  | 7     |
| Astana                 | ✔️  | ❌  | ✔️  | ✔️  | ✔️  | ✔️  | ✔️  | ✔️  | ✔️  | ✔️  | ✔️ | ✔️  | ✔️  | ✔️  | ✔️  | ✔️  | ✔️  | ✔️  | ✔️  | ❌  | ✔️  | ✔️  | ✔️  | ✔️  | ✔️  | ✔️  | ❌  | ✔️  | ✔️  | ✔️  | ✔️  | ✔️  | ✔️  | ✔️  | ✔️  | ✔️  | ✔️  | 34    |
| Roompot-NL             |     | ✔️  |     |     |     |     |     |     | ✔️  |     | ✔️ | ✔️  | ✔️  |     | ✔️  | ✔️  |     | ✔️  |     | ✔️  |     |     |     | ✔️  |     |     |     |     | ✔️  |     |     |     |     |     |     |     |     | 11    |
| LottoNL-Jumbo          | ✔️  | ✔️  | ✔️  | ✔️  | ✔️  | ✔️  | ✔️  | ✔️  | ✔️  | ✔️  | ✔️ | ✔️  | ✔️  | ✔️  | ✔️  | ✔️  | ✔️  | ✔️  | ✔️  | ✔️  | ✔️  | ✔️  | ✔️  | ✔️  | ✔️  | ✔️  | ✔️  | ✔️  | ✔️  | ✔️  | ✔️  | ✔️  | ✔️  | ✔️  | ✔️  | ✔️  | ❌  | 36    |
| CCC Sprandi Polkowice  |     |     |     |     |     |     |     |     | ✔️  |     |    |     |     |     |     | ✔️  |     |     |     | ✔️  |     | ✔️  |     | ✔️  |     |     | ✔️  | ✔️  |     |     | ✔️  |     |     |     |     |     | ✔️  | 9     |
| Gazprom-RusVelo        |     | ✔️  | ✔️  |     |     |     |     | ✔️  |     | ✔️  | ✔️ |     |     |     |     |     |     |     |     | ✔️  |     | ✔️  |     |     |     |     |     | ✔️  |     |     | ✔️  |     |     |     | ✔️  |     | ✔️  | 11    |
| Katusha-Alpecin        | ✔️  | ✔️  | ✔️  | ✔️  | ✔️  | ✔️  | ✔️  | ✔️  | ✔️  | ✔️  | ✔️ | ✔️  | ✔️  | ✔️  | ✔️  | ✔️  | ✔️  | ✔️  | ✔️  | ✔️  | ✔️  | ✔️  | ✔️  | ✔️  | ✔️  | ✔️  | ✔️  | ✔️  | ✔️  | ✔️  | ✔️  | ✔️  | ✔️  | ✔️  | ✔️  | ✔️  | ❌  | 36    |
| Sélection turque       |     |     |     |     |     |     |     |     |     |     |    |     |     |     |     |     |     |     |     |     |     |     |     |     |     |     |     |     |     |     |     |     |     |     |     |     | ✔️  | 1     |
| Total                  | 19  | 18  | 20  | 20  | 21  | 22  | 22  | 25  | 25  | 21  | 25 | 25  | 25  | 20  | 25  | 24  | 25  | 25  | 18  | 20  | 17  | 22  | 22  | 22  | 22  | 20  | 21  | 21  | 22  | 22  | 21  | 25  | 19  | 19  | 25  | 18  | 13  |       |

## Calendrier et résultats
| No | Date                 | Nom de l'épreuve                  | Pays                | Cat | Vainqueur          | Classement individuel | Classement par équipes |
| -- | -------------------- | --------------------------------- | ------------------- | --- | ------------------ | --------------------- | ---------------------- |
| 1  | 17-22 janvier        | Tour Down Under                   | Australie           | 3   | Richie Porte       | Richie Porte          | BMC Racing             |
| 2  | 29 janvier           | Cadel Evans Great Ocean Road Race | Australie           | 5   | Nikias Arndt       | Richie Porte          | Orica-Scott            |
| 4  | 25 février           | Circuit Het Nieuwsblad            | Belgique            | 5   | Greg Van Avermaet  | Richie Porte          | BMC Racing             |
| 3  | 23-26 février        | Tour d'Abou Dabi                  | Émirats arabes unis | 5   | Rui Costa          | Richie Porte          | BMC Racing             |
| 5  | 4 mars               | Strade Bianche                    | Italie              | 5   | Michał Kwiatkowski | Richie Porte          | BMC Racing             |
| 6  | 5-12 mars            | Paris-Nice                        | France              | 3   | Sergio Henao       | Richie Porte          | BMC Racing             |
| 7  | 8-14 mars            | Tirreno-Adriatico                 | Italie              | 3   | Nairo Quintana     | Richie Porte          | BMC Racing             |
| 8  | 18 mars              | Milan-San Remo                    | Italie              | 3   | Michał Kwiatkowski | Peter Sagan           | BMC Racing             |
| 10 | 22 mars              | À travers les Flandres            | Belgique            | 5   | Yves Lampaert      | Peter Sagan           | Quick-Step Floors      |
| 11 | 24 mars              | Grand Prix E3                     | Belgique            | 4   | Greg Van Avermaet  | Greg Van Avermaet     | Quick-Step Floors      |
| 9  | 20-26 mars           | Tour de Catalogne                 | Espagne             | 4   | Alejandro Valverde | Greg Van Avermaet     | Quick-Step Floors      |
| 12 | 26 mars              | Gand-Wevelgem                     | Belgique            | 3   | Greg Van Avermaet  | Greg Van Avermaet     | Quick-Step Floors      |
| 13 | 2 avril              | Tour des Flandres                 | Belgique            | 3   | Philippe Gilbert   | Greg Van Avermaet     | Quick-Step Floors      |
| 14 | 3-8 avril            | Tour du Pays basque               | Espagne             | 4   | Alejandro Valverde | Greg Van Avermaet     | Quick-Step Floors      |
| 15 | 9 avril              | Paris-Roubaix                     | France              | 3   | Greg Van Avermaet  | Greg Van Avermaet     | Quick-Step Floors      |
| 16 | 16 avril             | Amstel Gold Race                  | Pays-Bas            | 3   | Philippe Gilbert   | Greg Van Avermaet     | Quick-Step Floors      |
| 17 | 19 avril             | Flèche wallonne                   | Belgique            | 4   | Alejandro Valverde | Greg Van Avermaet     | Quick-Step Floors      |
| 18 | 23 avril             | Liège-Bastogne-Liège              | Belgique            | 3   | Alejandro Valverde | Greg Van Avermaet     | Quick-Step Floors      |
| 19 | 25-30 avril          | Tour de Romandie                  | Suisse              | 3   | Richie Porte       | Greg Van Avermaet     | Quick-Step Floors      |
| 20 | 1er mai              | Grand Prix de Francfort           | Allemagne           | 5   | Alexander Kristoff | Greg Van Avermaet     | Quick-Step Floors      |
| 22 | 14-21 mai            | Tour de Californie                | États-Unis          | 5   | George Bennett     | Greg Van Avermaet     | Quick-Step Floors      |
| 21 | 5-28 mai             | Tour d'Italie                     | Italie              | 2   | Tom Dumoulin       | Greg Van Avermaet     | Quick-Step Floors      |
| 23 | 4-11 juin            | Critérium du Dauphiné             | France              | 3   | Jakob Fuglsang     | Greg Van Avermaet     | Quick-Step Floors      |
| 24 | 10-18 juin           | Tour de Suisse                    | Suisse              | 3   | Simon Špilak       | Greg Van Avermaet     | Quick-Step Floors      |
| 25 | 1er-23 juillet       | Tour de France                    | France              | 1   | Christopher Froome | Greg Van Avermaet     | Quick-Step Floors      |
| 26 | 29 juillet           | Classique de Saint-Sébastien      | Espagne             | 4   | Michał Kwiatkowski | Greg Van Avermaet     | Quick-Step Floors      |
| 28 | 30 juillet           | RideLondon-Surrey Classic         | Grande-Bretagne     | 5   | Alexander Kristoff | Greg Van Avermaet     | Quick-Step Floors      |
| 27 | 29 juillet-4 août    | Tour de Pologne                   | Pologne             | 4   | Dylan Teuns        | Greg Van Avermaet     | Quick-Step Floors      |
| 29 | 7-13 août            | BinckBank Tour                    | Pays-Bas Belgique   | 4   | Tom Dumoulin       | Greg Van Avermaet     | Quick-Step Floors      |
| 31 | 20 août              | EuroEyes Cyclassics               | Allemagne           | 4   | Elia Viviani       | Greg Van Avermaet     | Quick-Step Floors      |
| 32 | 27 août              | Bretagne Classic                  | France              | 4   | Elia Viviani       | Greg Van Avermaet     | Quick-Step Floors      |
| 33 | 8 septembre          | Grand Prix cycliste de Québec     | Canada              | 3   | Peter Sagan        | Greg Van Avermaet     | Quick-Step Floors      |
| 30 | 19 août-10 septembre | Tour d'Espagne                    | Espagne             | 2   | Christopher Froome | Greg Van Avermaet     | Sky                    |
| 34 | 10 septembre         | Grand Prix cycliste de Montréal   | Canada              | 3   | Diego Ulissi       | Greg Van Avermaet     | Sky                    |
| 35 | 7 octobre            | Tour de Lombardie                 | Italie              | 3   | Vincenzo Nibali    | Greg Van Avermaet     | Sky                    |
| 36 | 10-15 octobre        | Tour de Turquie                   | Turquie             | 5   | Diego Ulissi       | Greg Van Avermaet     | Sky                    |
| 37 | 19-24 octobre        | Tour du Guangxi                   | Chine               | 5   | Tim Wellens        | Greg Van Avermaet     | Sky                    |

## Classements
Le classement World Tour par pays disparaît et est remplacé par le classement mondial par pays.

### Classement individuel
Seuls les coureurs des équipes World Tour marquent des points sur les courses avec une licence World Tour en fonction du barème. Un coureur qui participe à une épreuve au sein d'une équipe continentale professionnelle ou d'une équipe nationale ne marque pas de points.
| Rang | Coureur            | Pays            | Équipe            | Points | Vict WT |
| ---- | ------------------ | --------------- | ----------------- | ------ | ------- |
| 1    | Greg Van Avermaet  | Belgique        | BMC Racing        | 3582   | 6       |
| 2    | Christopher Froome | Grande-Bretagne | Sky               | 3452   | 4       |
| 3    | Tom Dumoulin       | Pays-Bas        | Sunweb            | 2545   | 4       |
| 4    | Peter Sagan        | Slovaquie       | Bora-Hansgrohe    | 2544   | 10      |
| 5    | Vincenzo Nibali    | Italie          | Bahrain-Merida    | 2196   | 1       |
| 6    | Michał Kwiatkowski | Pologne         | Sky               | 2171   | 3       |
| 7    | Alejandro Valverde | Espagne         | Movistar          | 2105   | 8       |
| 8    | Daniel Martin      | Irlande         | Quick-Step Floors | 2050   |         |
| 9    | Michael Matthews   | Australie       | Sunweb            | 2049   | 4       |
| 10   | Alberto Contador   | Espagne         | Trek-Segafredo    | 1987   | 1       |
| 11   | Philippe Gilbert   | Belgique        | Quick-Step Floors | 1893   | 3       |
| 12   | Richie Porte       | Australie       | BMC Racing        | 1882   | 6       |
| 13   | Nairo Quintana     | Colombie        | Movistar          | 1811   | 3       |
| 14   | Alexander Kristoff | Norvège         | Katusha-Alpecin   | 1806   | 2       |
| 15   | Ilnur Zakarin      | Russie          | Katusha-Alpecin   | 1686   |         |
| 16   | Diego Ulissi       | Italie          | UAE Emirates      | 1569   | 1       |
| 17   | Bauke Mollema      | Pays-Bas        | Trek-Segafredo    | 1524   | 1       |
| 18   | Julian Alaphilippe | France          | Quick-Step Floors | 1465   | 1       |
| 19   | Romain Bardet      | France          | AG2R La Mondiale  | 1464   | 1       |
| 20   | Rigoberto Urán     | Colombie        | Cannondale-Drapac | 1360   | 1       |

- 419 coureurs ont marqué au moins un point.

### Classement par équipes
Le classement par équipes est obtenu par l'addition des points de tous les coureurs de chaque équipe au classement individuel, alors que le total de points était calculé sur les cinq meilleurs coureurs les années précédentes. Par contre, les UCI WorldTeams ne marquent plus de points lors des championnats du monde du contre-la-montre par équipes.
NB : Le classement ci-dessous est reproduit à l'identique de celui rapporté sur le site de l'UCI. Il inclut donc les données suivantes :
- Rohan Dennis, de l'équipe BMC Racing (810 points au lieu de 830)[note 1]
- Damiano Caruso, de l'équipe BMC Racing (755 points au lieu de 735)[note 2]
- Brent Bookwalter, de l'équipe BMC Racing (217 points au lieu de 209)[note 3]
- Ben Hermans, de l'équipe BMC Racing (185 points au lieu de 193)[note 4]
- Andrew Talansky, de l'équipe Cannondale-Drapac (0 point inscrit)[note 5]

| Rang | Équipe            | Points |
| ---- | ----------------- | ------ |
| 1    | Sky               | 12806  |
| 2    | Quick-Step Floors | 12652  |
| 3    | BMC Racing        | 10961  |
| 4    | Sunweb            | 8033   |
| 5    | Trek-Segafredo    | 7934   |
| 6    | Movistar          | 7399   |
| 7    | Orica-Scott       | 7190   |
| 8    | Bora-Hansgrohe    | 6516   |
| 9    | AG2R La Mondiale  | 6316   |
| 10   | Cannondale-Drapac | 5748   |
| 11   | Katusha-Alpecin   | 5619   |
| 12   | UAE Emirates      | 5494   |
| 13   | Lotto-Soudal      | 5466   |
| 14   | Bahrain-Merida    | 5277   |
| 15   | Astana            | 5018   |
| 16   | Lotto NL-Jumbo    | 4846   |
| 17   | FDJ               | 3616   |
| 18   | Dimension Data    | 2575   |

## Victoires sur le World Tour
Ci-dessous les coureurs, équipes et pays ayant gagnés au moins une course sur l'édition 2017 du World Tour.
| #  | Coureur            | Équipe            | Vict. |
| -- | ------------------ | ----------------- | ----- |
| 1  | Peter Sagan        | Bora-Hansgrohe    | 10    |
| 2  | Fernando Gaviria   | Quick-Step Floors | 9     |
| 3  | Alejandro Valverde | Movistar          | 8     |
| 4  | Caleb Ewan         | Orica-Scott       | 7     |
| 4  | Marcel Kittel      | Quick-Step Floors | 7     |
| 6  | Richie Porte       | BMC Racing        | 6     |
| 7  | Sam Bennett        | Bora-Hansgrohe    | 5     |
| 8  | Tom Dumoulin       | Sunweb            | 4     |
| 8  | Christopher Froome | Sky               | 4     |
| 8  | Michael Matthews   | Sunweb            | 4     |
| 8  | Primož Roglič      | LottoNL-Jumbo     | 4     |
| 8  | Matteo Trentin     | Quick-Step Floors | 4     |
| 8  | Greg Van Avermaet  | BMC Racing        | 4     |
| 14 | Arnaud Démare      | FDJ               | 3     |
| 14 | Rohan Dennis       | BMC Racing        | 3     |
| 14 | Jakob Fuglsang     | Astana            | 3     |
| 14 | Philippe Gilbert   | Quick-Step Floors | 3     |
| 14 | Michal Kwiatkowski | Sky               | 3     |
| 14 | Vincenzo Nibali    | Bahrain-Merida    | 3     |
| 14 | Nairo Quintana     | Movistar          | 3     |
| 14 | Diego Ulissi       | UAE Emirates      | 3     |
| 14 | Elia Viviani       | Sky               | 3     |
| 14 | Tim Wellens        | Lotto-Soudal      | 3     |

| Suite du classement | Suite du classement  | Suite du classement | Suite du classement |
| ------------------- | -------------------- | ------------------- | ------------------- |
| #                   | Coureur              | Équipe              | Vict.               |
| 24                  | Julian Alaphilippe   | Quick-Step Floors   | 2                   |
| 24                  | Michael Albasini     | Orica-Scott         | 2                   |
| 24                  | Warren Barguil       | Sunweb              | 2                   |
| 24                  | Rui Costa            | UAE Emirates        | 2                   |
| 24                  | Thomas De Gendt      | Lotto-Soudal        | 2                   |
| 24                  | David de la Cruz     | Quick-Step Floors   | 2                   |
| 24                  | André Greipel        | Lotto-Soudal        | 2                   |
| 24                  | Dylan Groenewegen    | LottoNL-Jumbo       | 2                   |
| 24                  | Evan Huffman         | Rally               | 2                   |
| 24                  | Alexander Kristoff   | Katusha-Alpecin     | 2                   |
| 24                  | Stefan Küng          | BMC Racing          | 2                   |
| 24                  | Yves Lampaert        | Quick-Step Floors   | 2                   |
| 24                  | Miguel Ángel López   | Astana              | 2                   |
| 24                  | Rafał Majka          | Bora-Hansgrohe      | 2                   |
| 24                  | Tomasz Marczyński    | Lotto-Soudal        | 2                   |
| 24                  | Simon Spilak         | Katusha-Alpecin     | 2                   |
| 24                  | Dylan Teuns          | BMC Racing          | 2                   |
| 24                  | Edward Theuns        | Trek-Segafredo      | 2                   |
| 24                  | Geraint Thomas       | Sky                 | 2                   |
| 24                  | Simon Yates          | Orica-Scott         | 2                   |
| 44                  | Sander Armée         | Lotto-Soudal        | 1                   |
| 44                  | Nikias Arndt         | Sunweb              | 1                   |
| 44                  | Fabio Aru            | Astana              | 1                   |
| 44                  | Romain Bardet        | AG2R La Mondiale    | 1                   |
| 44                  | Phil Bauhaus         | Sunweb              | 1                   |
| 44                  | George Bennett       | LottoNL-Jumbo       | 1                   |
| 44                  | Edvald Boasson Hagen | Dimension Data      | 1                   |
| 44                  | Maciej Bodnar        | Bora-Hansgrohe      | 1                   |
| 44                  | Lars Boom            | LottoNL-Jumbo       | 1                   |
| 44                  | Nacer Bouhanni       | Cofidis             | 1                   |
| 44                  | Koen Bouwman         | LottoNL-Jumbo       | 1                   |
| 44                  | Lilian Calmejane     | Direct Énergie      | 1                   |
| 44                  | Mark Cavendish       | Dimension Data      | 1                   |
| 44                  | Davide Cimolai       | FDJ                 | 1                   |
| 44                  | Sonny Colbrelli      | Bahrain-Merida      | 1                   |
| 44                  | Alberto Contador     | Trek-Segafredo      | 1                   |
| 44                  | Stefan Denifl        | Aqua Blue Sport     | 1                   |
| 44                  | Jonathan Dibben      | Sky                 | 1                   |
| 44                  | Silvan Dillier       | BMC Racing          | 1                   |
| 44                  | Fabio Felline        | Trek-Segafredo      | 1                   |
| 44                  | Omar Fraile          | Dimension Data      | 1                   |
| 44                  | Jack Haig            | Orica-Scott         | 1                   |
| 44                  | Sergio Henao         | Sky                 | 1                   |
| 44                  | Daryl Impey          | Orica-Scott         | 1                   |
| 44                  | Gorka Izagirre       | Movistar            | 1                   |
| 44                  | Bob Jungels          | Quick-Step Floors   | 1                   |
| 44                  | Peter Kennaugh       | Sky                 | 1                   |
| 44                  | Mikel Landa          | Sky                 | 1                   |
| 44                  | Alexey Lutsenko      | Astana              | 1                   |
| 44                  | Sacha Modolo         | UAE Emirates        | 1                   |
| 44                  | Matej Mohorič        | UAE Emirates        | 1                   |
| 44                  | Bauke Mollema        | Trek-Segafredo      | 1                   |
| 44                  | Thibaut Pinot        | FDJ                 | 1                   |
| 44                  | Wout Poels           | Sky                 | 1                   |
| 44                  | Jan Polanc           | UAE Emirates        | 1                   |
| 44                  | Lukas Pöstlberger    | Bora-Hansgrohe      | 1                   |
| 44                  | Domenico Pozzovivo   | AG2R La Mondiale    | 1                   |
| 44                  | Pierre Rolland       | Cannondale-Drapac   | 1                   |
| 44                  | Jasper Stuyven       | Trek-Segafredo      | 1                   |
| 44                  | Andrew Talansky      | Cannondale-Drapac   | 1                   |
| 44                  | Rigoberto Urán       | Cannondale-Drapac   | 1                   |
| 44                  | Jos Van Emden        | LottoNL-Jumbo       | 1                   |
| 44                  | Tejay Van Garderen   | BMC Racing          | 1                   |
| 44                  | Danny van Poppel     | Sky                 | 1                   |
| 44                  | Lawrence Warbasse    | Aqua Blue Sport     | 1                   |

| #  | Équipe            | Vict. |
| -- | ----------------- | ----- |
| 1  | Quick-Step Floors | 30    |
| 2  | BMC Racing        | 22    |
| 3  | Bora-Hansgrohe    | 19    |
| 4  | Sky               | 18    |
| 5  | Orica-Scott       | 13    |
| 6  | Movistar          | 12    |
| 6  | Sunweb            | 12    |
| 8  | LottoNL-Jumbo     | 10    |
| 8  | Lotto-Soudal      | 10    |
| 10 | UAE Emirates      | 8     |
| 11 | Astana            | 7     |
| 12 | Trek-Segafredo    | 6     |
| 13 | FDJ               | 5     |
| 14 | Bahrain-Merida    | 4     |
| 14 | Katusha-Alpecin   | 4     |
| 16 | Cannondale-Drapac | 3     |
| 16 | Dimension Data    | 3     |
| 18 | AG2R la Mondiale  | 2     |
| 18 | Rally             | 2     |
| 20 | Aqua Blue Sport   | 1     |
| 20 | Cofidis           | 1     |
| 20 | Direct Énergie    | 1     |

| #  | Pays             | Vict. |
| -- | ---------------- | ----- |
| 1  | Australie        | 21    |
| 2  | Belgique         | 20    |
| 3  | Italie           | 19    |
| 4  | Colombie         | 16    |
| 5  | Espagne          | 14    |
| 6  | France           | 12    |
| 6  | Pays-Bas         | 12    |
| 8  | Allemagne        | 11    |
| 8  | Grande-Bretagne  | 11    |
| 10 | Slovaquie        | 10    |
| 11 | États-Unis       | 8     |
| 11 | Pologne          | 8     |
| 11 | Slovénie         | 8     |
| 14 | Irlande          | 5     |
| 14 | Suisse           | 5     |
| 16 | Danemark         | 3     |
| 16 | Norvège          | 3     |
| 18 | Portugal         | 2     |
| 19 | Afrique du Sud   | 1     |
| 19 | Autriche         | 1     |
| 19 | Kazakhstan       | 1     |
| 19 | Luxembourg       | 1     |
| 19 | Nouvelle-Zélande | 1     |